# Samsung Galaxy Buds
La gamme Samsung Galaxy Buds est une série d'écouteurs sans fil produits et vendus par Samsung Electronics sous la marque Samsung Galaxy.
Elle est composée de trois appareils : les Galaxy Buds, lancés en 2019, les Galaxy Buds+ et les Galaxy Buds Live, lancés respectivement en février et août 2020.

## Galaxy Buds et Buds+
Les Galaxy Buds et Galaxy Buds+ sont des écouteurs true-wireless intra-auriculaires.

## Galaxy Buds Live
Les Galaxy Buds Live sont des écouteurs Samsung à réduction de bruit active. Ils sont présentés en août 2020, en même temps que les Galaxy Note 20.

## Galaxy Buds Pro
Ces écouteurs ont été présentés en 2021, avec le Samsung Galaxy S21.

## Galaxy Buds 2
Ces écouteurs ont été dévoilés en 2021, aux côtés des Samsung Galaxy Z Fold 3 et Z Flip 3.